# ブルースは絆 (ジョニー・ウィンターのアルバム)
『ブルースは絆』（原題：Hey, Where's Your Brother?）は、アメリカ合衆国のブルース・ミュージシャン、ジョニー・ウィンターが1992年に発表したスタジオ・アルバム。

## 解説
実弟のエドガー・ウィンターが「プリーズ・カム・ホーム・フォー・クリスマス」、「いつもの別れ言葉」、「シック・アンド・タイアド」の3曲にゲスト参加した。アルバム・タイトルに使用された「Where's Your Brother?」というフレーズの由来は、ウィンター兄弟がファンから何度も訊かれてきた質問で、エドガーがライヴ・アルバム『ロードワーク』（1972年）でジョニーを紹介した時のMCでも使われている。
Dan Keningは『シカゴ・トリビューン』紙のレビューにおいて4点満点中3点を付け「ブルースロック・ギタリストのジョニー・ウィンターは、もうすぐ50歳を迎えようとしているのに、この、ポイント・ブランク・レーベルからの第2弾アルバムでも、落ち着いてしまう兆しを見せない」「重要作とまでは言えないが精力的」と評している。

## 収録曲
1. ジョニー・ギター - "Johnny Guitar" (Johnny "Guitar" Watson) - 3:27
2. 女はブギーで泣く - "She Likes to Boogie Real Low" (Frankie Lee Sims) - 3:14
3. ホワイト・ライン・ブルース - "White Line Blues" (Johnny Winter) - 4:44
4. プリーズ・カム・ホーム・フォー・クリスマス - "Please Come Home for Christmas" (Charles Brown, Gene Redd) - 4:36
5. ハード・ウェイ - "Hard Way" (T-Bone Walker, Grover McDaniel) - 3:58
6. ユー・マスト・ハヴ・ア・トゥイン - "You Must Have a Twin" (J. Winter, Dick Shurman) - 2:44
7. いつもの別れ言葉 - "You Keep Sayin' That You're Leaving" (J. Winter) - 5:22
8. 好きにしてくれ - "Treat Me Like You Wanta" (J. Winter) - 3:43
9. シック・アンド・タイアド - "Sick and Tired" (Chris Kenner, Dave Bartholomew) - 3:38
10. ブルース・ディス・バッド - "Blues This Bad" (Jon Paris) - 3:36
11. ノー・モア・ドッギン - "No More Doggin'" (Rosco Gordon) - 3:33
12. チェック・アウト・ハー・ママ - "Check Out Her Mama" (Fred James) - 4:02
13. ゴット・マイ・ブランド・オン・ユー - "Got My Brand on You" (McKinley Morganfield) - 5:27
14. ワン・ステップ・フォワード - "One Step Forward (Two Steps Back)" (J. Paris) - 2:29

## 参加ミュージシャン
- ジョニー・ウィンター - ボーカル、エレクトリックギター、アコースティック・ギター
- ジェフ・ガンツ - エレクトリックベース、フレットレスベース、8弦ベース、アップライトベース
- トム・コンプトン - ドラムス、パーカッション
- エドガー・ウィンター - ボーカル(#4)、ハモンドオルガン(#4, #7)、サクソフォーン(#4, #9)
- ビリー・ブランチ - ハーモニカ(#6, #8, #13, #14)